# 124e méridien est
En géographie, le 124e méridien est est le méridien joignant les points de la surface de la Terre dont la longitude est égale à 124° est.

## Géographie

### Dimensions
Comme tous les autres méridiens, la longueur du 124e méridien correspond à une demi-circonférence terrestre, soit 20 003,932 km. Au niveau de l'équateur, il est distant du méridien de Greenwich de 13 804 km,.
Avec le 56e méridien ouest, il forme un grand cercle passant par les pôles géographiques terrestres.

### Régions traversées
En commençant par le pôle Nord et descendant vers le sud au pôle Sud, Le 124e méridien est passe par:
| Coordonnées           | Pays, territoire ou mer | Notes |
| --------------------- | ----------------------- | --- |
| 90° 00′ N, 124° 00′ E | Océan Arctique          | |
| 77° 55′ N, 124° 00′ E | Mer de Laptev           | |
| 73° 48′ N, 124° 00′ E | Russie                  | République de Sakha — Îles du delta de la Lena et le continent Oblast de l'Amour — à partir de 56° 19′ N, 124° 00′ E                                                                                         |
| 53° 25′ N, 124° 00′ E | Chine                   | Heilongjiang Mongolie Intérieure — à partir de 51° 15′ N, 124° 00′ E Heilongjiang — à partir de 48° 23′ N, 124° 00′ E Jilin — à partir de 45° 54′ N, 124° 00′ E Liaoning — à partir de 43° 17′ N, 124° 00′ E |
| 39° 48′ N, 124° 00′ E | Mer Jaune               | |
| 33° 17′ N, 124° 00′ E | Mer de Chine orientale  | |
| 24° 20′ N, 124° 00′ E | Japon                   | Îles de Kohama-jima et Kuro-shima |
| 24° 13′ N, 124° 00′ E | Océan Pacifique         | Mer des Philippines — passe juste à l'est de l'île de Luzon, Philippines (à 13° 43′ N, 123° 58′ E) — passe juste à l'ouest de l'île de Catanduanes, Philippines (à 13° 39′ N, 124° 01′ E)                    |
| 13° 17′ N, 124° 00′ E | Philippines             | Île Agutaya |
| 13° 13′ N, 124° 00′ E | Golfe d'Albay           | |
| 13° 05′ N, 124° 00′ E | Philippines             | Île de Luzon |
| 12° 33′ N, 124° 00′ E | Mer de Samar            | |
| 12° 02′ N, 124° 00′ E | Philippines             | Île de Masbate |
| 11° 48′ N, 124° 00′ E | Mer de Visayan          | |
| 11° 16′ N, 124° 00′ E | Philippines             | Îles Cebu et Mactan |
| 10° 17′ N, 124° 00′ E | Détroit de Cebu         | |
| 9° 58′ N, 124° 00′ E  | Philippines             | Île de Bohol |
| 9° 36′ N, 124° 00′ E  | Mer de Bohol            | |
| 8° 11′ N, 124° 00′ E  | Philippines             | Île de Mindanao |
| 7° 38′ N, 124° 00′ E  | Mer de Célèbes          | Baie Illana (en) |
| 7° 03′ N, 124° 00′ E  | Philippines             | Île de Mindanao |
| 6° 48′ N, 124° 00′ E  | Mer de Célèbes          | |
| 0° 53′ N, 124° 00′ E  | Indonésie               | Île de Sulawesi (Péninsule de Minahasa) |
| 0° 22′ N, 124° 00′ E  | Mer des Moluques        | |
| 1° 49′ S, 124° 00′ E  | Indonésie               | Île de Timpaus |
| 1° 51′ S, 124° 00′ E  | Mer de Banda            | |
| 5° 45′ S, 124° 00′ E  | Indonésie               | Îles Tukangbesi |
| 5° 58′ S, 124° 00′ E  | Mer de Banda            | |
| 8° 20′ S, 124° 00′ E  | Indonésie               | Île de Pantar |
| 8° 25′ S, 124° 00′ E  | Mer de Savu             | |
| 9° 20′ S, 124° 00′ E  | Indonésie               | Île de Timor |
| 10° 16′ S, 124° 00′ E | Mer de Timor            | |
| 11° 45′ S, 124° 00′ E | Océan indien            | |
| 16° 15′ S, 124° 00′ E | Australie               | Australie-Occidentale |
| 33° 26′ S, 124° 00′ E | Océan indien            | Les autorités australiennes considèrent cette zone comme partie de l'Océan Austral, |
| 60° 00′ S, 124° 00′ E | Océan Austral           | |
| 66° 09′ S, 124° 00′ E | Antarctique             | Territoire antarctique australien, Territoires revendiqués par l' Australie |